# Agriocnemis nana
Agriocnemis nana är en trollsländeart som först beskrevs av Harry Hyde Laidlaw, Jr. 1914.  Agriocnemis nana ingår i släktet Agriocnemis och familjen dammflicksländor. IUCN kategoriserar arten globalt som livskraftig. Inga underarter finns listade i Catalogue of Life.

## Bildgalleri

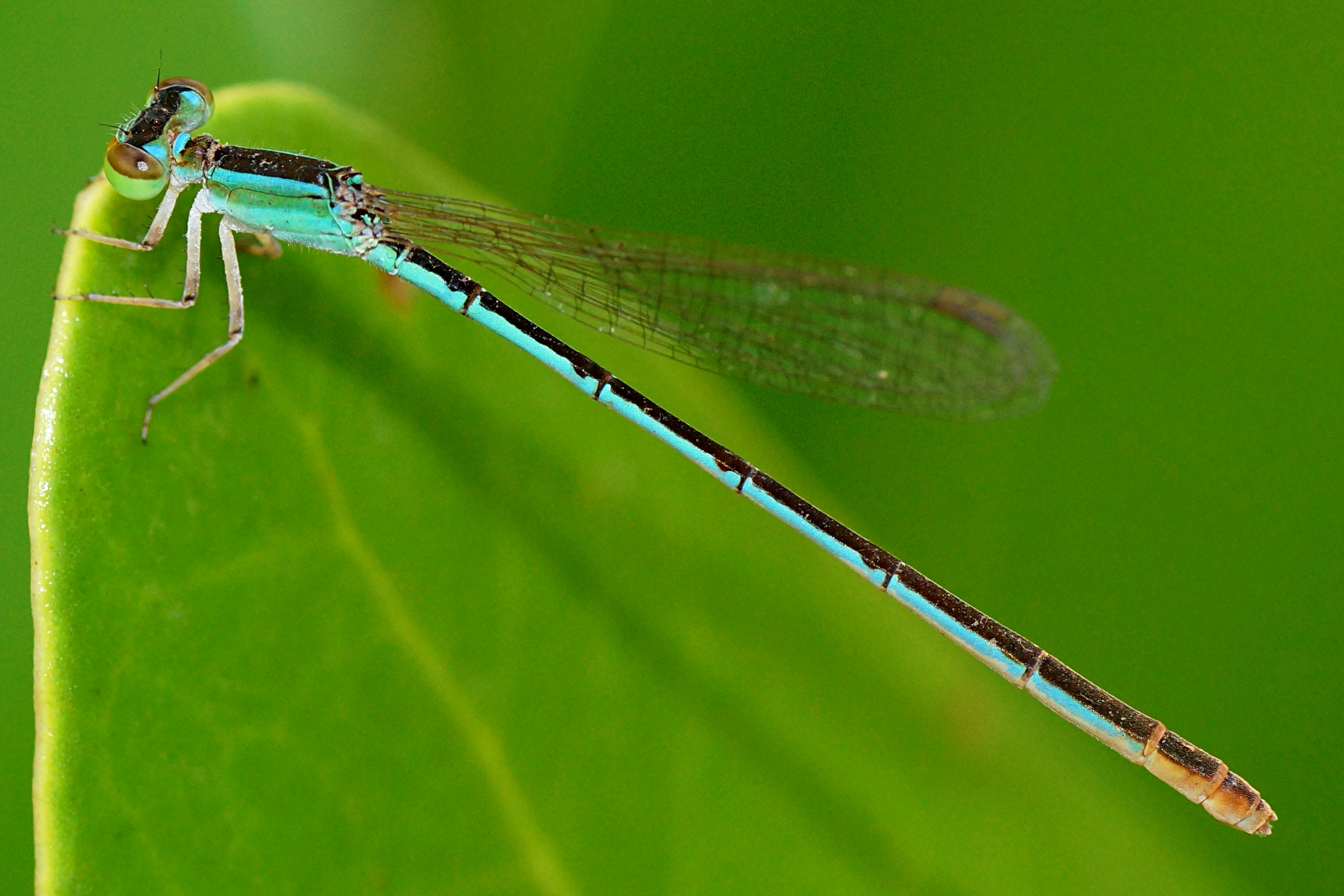